# Shawn Kinley
Shawn Kinley, kanadski igralec in učitelj improvizacijskega gledališča, * ?.
Shawn Kinley je začel s pouličnimi predstavami pri devetih letih, član calgaryjskega gledališča Loose Moose je od leta 1983, poučuje pa od 1990. Tehnike improvizacije je poučeval v 43 državah, najpogosteje na Norveškem, Švedskem, v Švici in Nemčiji. Po lastnih besedah se čuti bolj učitelja kot igralca. Je učenec pionirja improvizacijskega gledališča Keitha Johnstona.
Shawn Kinley je bil 23. septembra 2015 gost Gledališča IGLU v Menzi pri koritu v Ljubljani.

## Zasebno življenje
Oče je družino zapustil, ko je imel 4 leta.